# 소달라이트
소달라이트(sodalite)는 화학식 Na
8(Al
6Si
6O
24)Cl
2을 갖는 로열 블루 규산염 광물로, 관상용 보석으로 널리 사용된다. 상당량의 소달라이트 표본이 불투명하지만 결정은 보통 투명에서 반투명 사이이다. 소달라이트는 하우인, 노시언, 라주라이트, 터그터파이트와 더불어 소달라이트기의 한 개체이다.
1811년 그린란드 남서부 일리마우삭 관입암 복합체(Ilimaussaq intrusive complex)로 유럽인들에 의해 처음 발견된 소달라이트는 1891년 상당한 미세 침전문들이 캐나다 온타리오주에서 발견된 1891년에 이르러서야 관상용 돌로서 중요성을 인정받았다.

## 구조
소달라이트의 구조는 1930년 라이너스 폴링에 의해 처음 연구되었다. 공간군 P43n의 입방체 광물이다.
실리콘 원자는 다음 위치에 존재하며
```
0.5  0.25 0
0.5  0.75 0
0.25 0    0.5
0.75 0    0.5
0    0.5  0.25
0    0.5  0.75
0.5  0.25 1
0.5  0.75 1
0.25 1    0.5
0.75 1    0.5
1    0.5  0.25
1    0.5  0.75
```

알루미늄 이온은 다음 위치에 존재한다.
```
0.5  0.25 0
0,5  0.75 0
0.25 0    0.5
0.75 0    0.5
0    0.5  0.25
0    0.5  0.75
0.5  0.25 1
0,5  0.75 1
0.25 1    0.5
0.75 1    0.5
1    0.5  0.25
1    0.5  0.75
```

## 같이 보기
- 래브라도라이트
- 단백석

## 참고 자료
- Mineral galleries